# John Curtis (entomòleg)
John Curtis (3 de setembre de 1791 – 6 d'octubre de 1862) va ser un entomòleg i il·lustrador de llibres anglès.

## Biografia
Curtis nasqué a Norwich i va aprendre de fer gravats del seu pare, Charles Morgan Curtis. Charles Curtis morí jove i la seva vídua, Frances, va passar a ser cultivadora de flors. Ella va encoratjar el seu fill perquè estudiés història natural amb el naturalista Richard Walker (1791–1870). A partir del 16 anysw Curtis es dedicà a estudiar els insectes i també a vendre els que recollia. A Costessey va fer els estudis formals d'entomologia i també va aprendre a fer gravats. Les seves primeres il·lustracions aparegueren a An Introduction to Entomology (1815–1826).
Entre 1817 i 1819 Curtis es traslladà a Londres on es va trobar amb Sir Joseph Banks, president de la Royal Society. Banks li presentà a William Elford Leach un conservador del Museu Britànic. Estudià conquiliologia amb Leach. També treballà a París amb Pierre André Latreille.
l'any 1824 inicià la seva gran obra, British Entomology - being illustrations and descriptions of the genera of insects found in Great Britain and Ireland, pulicada per subscripcions mensuals entre 1824 i 1839. Finalment van ser 16 volums amb 770 espècies d'insectes.Georges Cuvier (1769–1832) va descriure British Entomology com "el perfecte exemple de la perfecció".

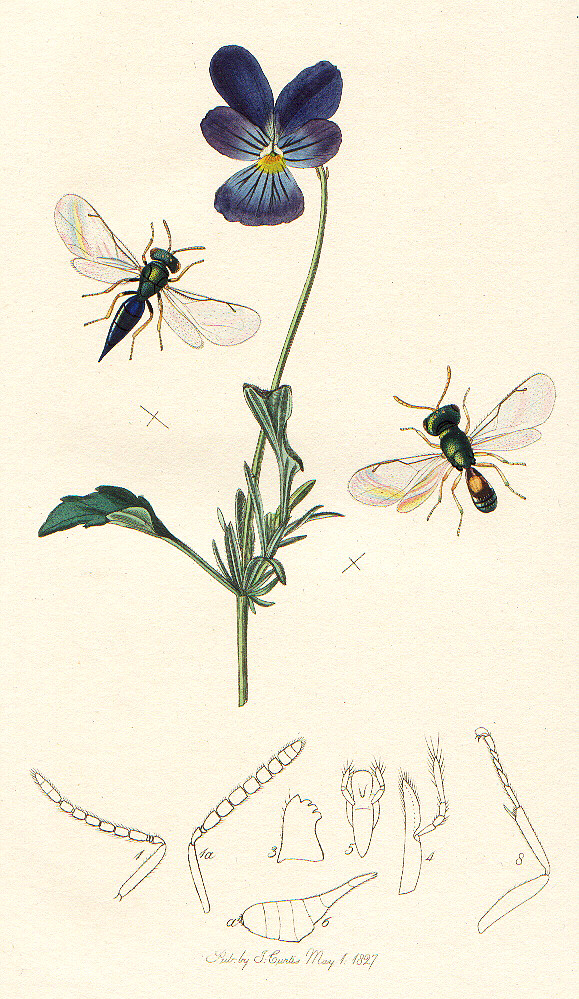
una planxa de British Entomology

Cap a 1840 Curtis va patir problemes de visió i més tard problemes financers solucinats parcialment per la pulicació de molts articles d'entomologia a Gardener's Chronicle, amb el pseudònim de "Ruricola", i al Journal of the Royal Agricultural Society. Això va portar a publicar l'obra mplt útil de Farm Insects: being the natural history and economy of the insects injurious to the field crops of Great Britain and Ireland (18609.
Cap a 1856 Curtis va restar totalment cec i va rebre una pensió civil. Les il·lustracions originals de British Entomology actualment estan al Natural History Museum.
Va ser un membre (Fellow) de la Linnean Society entre 1822 i 1833. Va ser president de la Royal Entomological Society of London entre 1855 i 1857. També va ser membre honorari de la Société Entomologique de France.

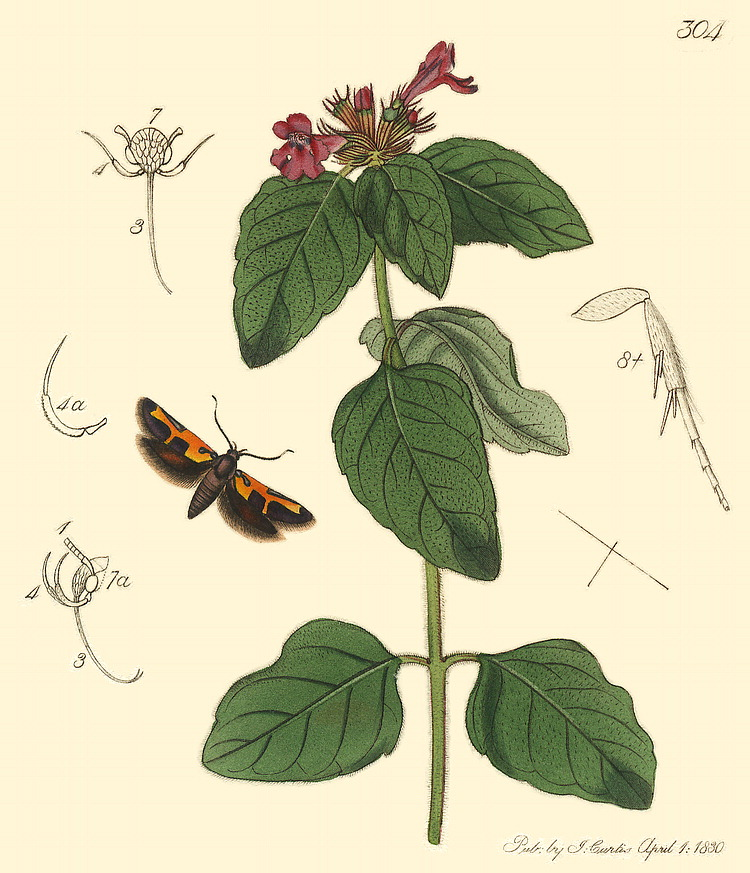
Euclemensia woodiella, l'extinta Manchester Tinea (1830)

## Obres selectes
- 1837 Segona edició de A guide to the arrangement of British insects being a catalogue of all the named species hitherto discovered in Great Britain and Ireland. De fet és coautor amb James Charles Dale, Francis Walker i Alexander Henry Haliday; Haliday i Walker van escriure la secció sencera de Diptera i els Hymenoptera paràsits.
- 1860 Farm Insects being the natural history and economy of the insects injurious to the field crops of Great Britain and Ireland with suggestions for their destruction Glasgow, Blackie.

## Col·leccions
la col·lecció d'insectes de John Curtis està dividida entre el Natural History Museum,Dublin (via Trinity College,7.656 espècimens van ser comprats per Thomas Coulter) i el Victoria Museum de Melbourne, Austràlia, (originàriament en la col·lecció d'Alexander Macleay).